# یازدهمین مراسم گلدن گلوب
۱۱مین مراسم گلدن گلوب در سانتا مونیکا، کالیفرنیا در باشگاه دل مار به افتخار بهترین فیلم ۱۹۵۳ در ۲۲ ژانویه ۱۹۵۴ برگزار شد. این برای اولین بار است که این مراسم در سانتا مونیکا برگزار می‌شود.
اسپنسر تریسی، برنده بهترین بازیگر نقش اول مرد شد مؤسسه فیلم آمریکا در سال ۱۹۹۹ او را در رده نهم برترین هنرپیشگان مرد تاریخ سینما قرار داد. آدری هپبورن، هنرپیشه مشهور بریتانیایی هلندی‌تبار متولد بلژیک برنده بهترین بازیگر نقش اول زن شد. در سال ۱۹۹۹، بنیاد فیلم آمریکا (American Film Institute)، وی را سومین ستارهٔ بزرگ بازیگران زن در همٔه دوران معرفی کرد. گریس کلی که پس از ازدواج با رینیهٔ سوم - شاهزاده موناکو - در سال ۱۹۵۶ لقب شاهزاده گریس گرفت توانست برنده بهترین بازیگر زن در نقش مکمل شود. انجمن فیلم آمریکا وی را از جملهٔ بزرگترین بازیگران زن تمامی دوران‌ها می‌داند.

## برندگان
جایزه گلدن گلوب بهترین فیلم – درام
ردا directed by هنری کاستر
جایزه گلدن گلوب بهترین بازیگر مرد – فیلم درام
اسپنسر تریسی – The Actress
جایزه گلدن گلوب بهترین بازیگر زن – فیلم درام
آدری هپبورن – تعطیلات رمی
جایزه گلدن گلوب بهترین بازیگر مرد – فیلم موزیکال یا کمدی
دیوید نیون – ماه آبی است
جایزه گلدن گلوب بهترین بازیگر زن – فیلم موزیکال یا کمدی
اتل مرمن – Call Me Madam
جایزه گلدن گلوب بهترین بازیگر نقش مکمل مرد
فرانک سیناترا – از اینجا تا ابدیت
جایزه گلدن گلوب بهترین بازیگر نقش مکمل زن
گریس کلی – موگامبو
جایزه گلدن گلوب بهترین کارگردانی
فرد زینمان – از اینجا تا ابدیت
جایزه گلدن گلوب بهترین فیلم‌نامه
لی‌لی – Helen Deutsch
Best Documentary
A Queen Is Crowned
Henrietta Award (World Film Favorites)
الن لاد together with رابرت تیلور
مریلین مونرو
Special Achievement Award
والت دیزنی for artistic merit in بیابان زنده
جایزه گلدن گلوب سیسیل بی. دمیل
 داریل اف. زانوک
Promoting International Understanding
Little Boy Lost- directed by George Seton
New Star of the Year Actor
(Three way tie)
The Glory Brigade – ریچارد ایگن 
The Kid from Left Field – ریچارد ایگن 
چنان بزرگ – استیو فارست 
مردی از آلامو – هیو اوبراین 
New Star of the Year Actress
(Three way tie)
Forever Female – پت کراولی
پول از خانه – پت کراولی
Hell and High Water – بلا داروی
سینوهه – بلا داروی
It Came from Outer Space – باربارا راش
Honor Award
جک کامینگز for producer at MGM for 30 years
Honor Award
گای مدیسون for best western star